# Opernbesetzungen der Salzburger Festspiele 2012 bis 2014

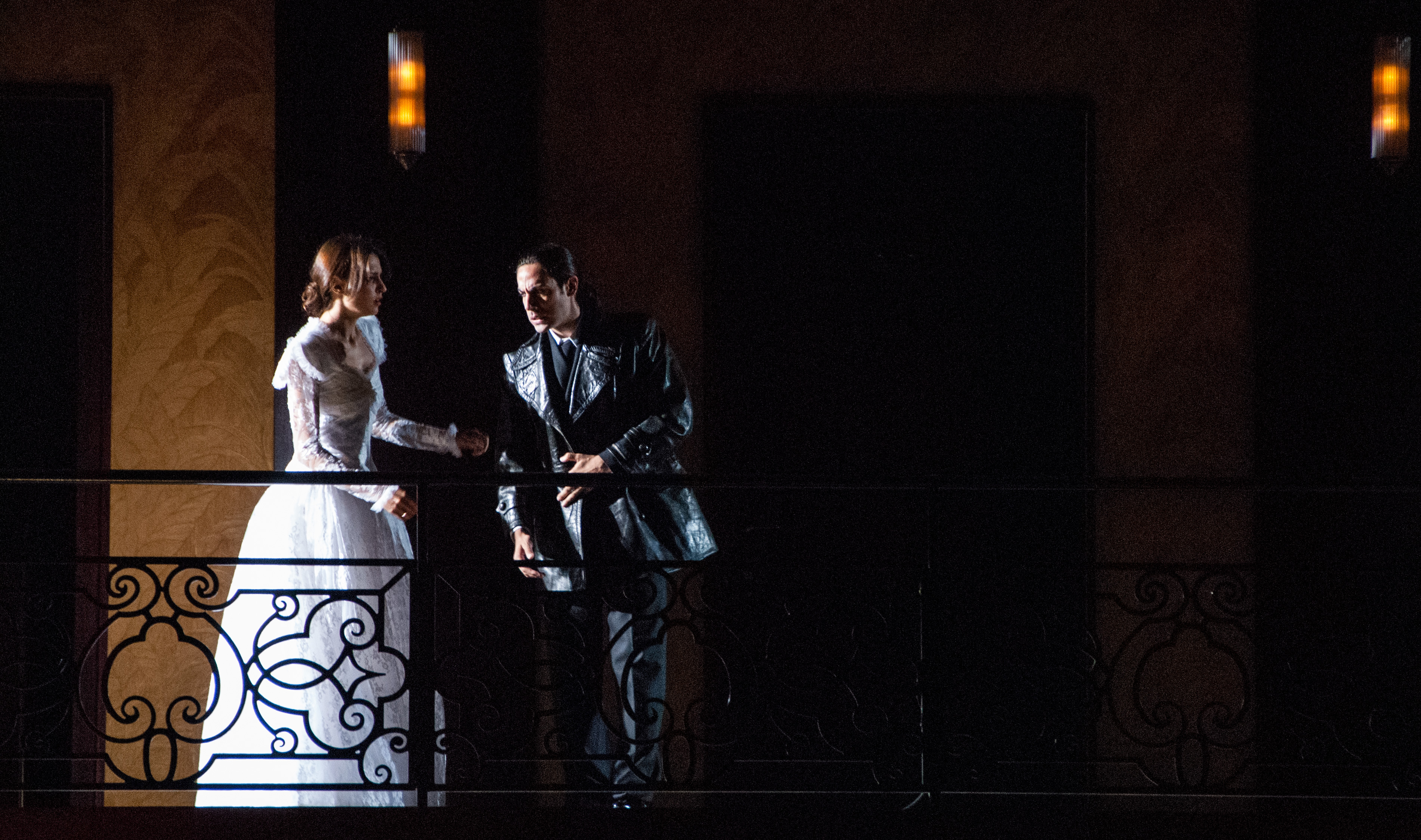
Don Giovanni (2014) mit Naforniță und D’Arcangelo

Der Opernspielplan und die Besetzungen der Salzburger Festspiele während der Intendanz von Alexander Pereira zeichnen sich durch inhaltliche Breite und kompromisslose Internationalität aus. Teil seines Konzepts war, dass jede Produktion nur während eines Sommers zu sehen war. Dadurch sollte der Ereignischarakter der Festspiele betont werden.

## Oper 2012
| Die Zauberflöte, 27. Juli bis 19. August 2012, Felsenreitschule | | | |
| Concentus Musicus Wien Wiener Staatsopernchor Ernst Raffelsberger Choreinstudierung Nikolaus Harnoncourt | Jens-Daniel Herzog Mathis Neidhardt Stefan Bolliger Ramses Sigl Choreografie Ronny Dietrich Dramaturgie                                                                                              | Mandy Fredrich Königin der Nacht Julia Kleiter Pamina, ihre Tochter Sandra Trattnigg Erste Dame Anja Schlosser Zweite Dame Wiebke Lehmkuhl Dritte Dame Elisabeth Schwarz Papagena                                                                                         | Georg Zeppenfeld Sarastro Bernard Richter Tamino Tölzer Knaben Drei Knaben Markus Werba Papageno Rudolf Schasching Monostatos, ein Mohr Martin Gantner Sprecher Lucian Krasznec Erster Geharnischter/Erster Priester Andreas Hörl Zweiter Geharnischter |
| Das Labyrinth oder Der Kampf mit den Elementen, 3. bis 26. August 2012, Residenzhof | | | |
| Mozarteumorchester Salzburg Salzburger Bachchor Salzburger Festspiele und Theater Kinderchor Alois Glaßner Choreinstudierung Wolfgang Götz Einstudierung Kinderchor Ivor Bolton                                           | Alexandra Liedtke Raimund Orfeo Voigt Bühne Susanne Bisovsky, Elisabeth Binder-Neururer Kostüme Philipp Haupt Lichtanimation, Peter Bandl Licht Ismael Ivo Choreografie Christian Arseni Dramaturgie | Julia Novikova Königin der Nacht Malin Hartelius Pamina, ihre Tochter Regula Mühlemann Papagena Ute Gfrerer Alte Papagena Nina Bernsteiner Erste Dame/Venus Christina Daletska Zweite Dame/Amor Monika Bohinec Dritte Dame/Page Shantia Ullmann Oberpriesterin            | Christof Fischesser Sarastro Michael Schade Tamino Thomas Tatzl Papageno Anton Scharinger Alter Papageno Klaus Kuttler Monostatos/Dritter Mohr Clemens Unterreiner Tipheus, König zu Paphos Philippe Sly Sithos, sein Freund Mauro Peter Erster Mohr Manuel Günther Zweiter Mohr/Priester Zoltán Nagy Vierter Mohr |
| Bürger als Edelmann und Ariadne auf Naxos, 29. Juli bis 15. August 2012, Haus für Mozart – Koproduktion mit der Wiener Staatsoper                                                                                         | | | |
| Wiener Philharmoniker Daniel Harding | Sven-Eric Bechtolf Rolf Glittenberg, Marianne Glittenberg Jürgen Hoffmann Heinz Spoerli Choreografie Ronny Dietrich Dramaturgie                                                                      | Emily Magee Primadonna/Ariadne Elena Moșuc Zerbinetta Eva Liebau Najade/Schäferin Marie-Claude Chappuis Dryade/Schäfer Eleonora Buratto Echo/Sängerin Regina Fritsch Ottonie/Dorine Stefanie Dvorak Nikoline                                                              | Jonas Kaufmann, Roberto Saccà Tenor/Bacchus Gabriel Bermúdez Harlekin Michael Laurenz Scaramuccio Tobias Kehrer Truffaldin Martin Mitterrutzner Brighella Peter Matić Haushofmeister Cornelius Obonya M. Jourdain Thomas Frank Der Komponist Michael Rotschopf Hofmannsthal Johannes Lange Lakai |
| Die Soldaten, 2. bis 27. August 2012, Felsenreitschule – Koproduktion mit der Scala di Milano | | | |
| Wiener Philharmoniker Ingo Metzmacher | Alvis Hermanis , Eva Dessecker Gleb Filshtinsky Götz Leineweber Dramaturgie | Laura Aikin Marie, Tochter von Wesener Tanja Ariane Baumgartner Charlotte, Tochter von Wesener Cornelia Kallisch Weseners alte Mutter Renée Morloc Stolzius’ Mutter Gabriela Beňačková Gräfin de la Roche Beate Vollack Andalusierin, Bedienerin Anna-Eva Köck Madam Roux | Alfred Muff Wesener, Galanteriehändler Tomasz Konieczny Stolzius, Tuchhändler Reinhard Mayr Obrist, Graf von Spannheim Daniel Brenna Desportes, Edelmann Wolfgang Ablinger-Sperrhacke Pirzel, Hauptmann Boaz Daniel Eisenhardt, Feldprediger Matjaž Robavs Haudy, Hauptmann Morgan Moody Mary, Hauptmann Matthias Klink Der junge Graf de la Roche Werner Friedl Bedienter der Gräfin de la Roche Andreas Früh, Paul Schweinester, Clemens Kerschbaumer Drei junge Offiziere Robert Christott, Stephan Schäfer, Volker Wahl Fähnriche/Hauptleute Rupert Grössinger Junger Fähnrich Frederik Götz Betrunkener Offizier |
| La Bohème, 1. bis 18. August 2012, Großes Festspielhaus | | | |
| Wiener Philharmoniker Wiener Staatsopernchor Ernst Raffelsberger Choreinstudierung Salzburger Festspiele und Theater Kinderchor Wolfgang Götz Choreinstudierung Alessandro Bombonati Leiter der Bühnenmusik Daniele Gatti | Damiano Michieletto Paolo Fantin, Carla Teti Martin Gebhardt Nikolaos Lagousakos Choreografische Mitarbeit Kathrin Brunner Dramaturgie                                                               | Anna Netrebko, Ailyn Pérez Mimi Nino Machaidze Musetta | Piotr Beczała, Marcello Giordani Rodolfo, Dichter Massimo Cavalletti Marcello, Maler Alessio Arduini Schaunard, Musiker Carlo Colombara Colline, Philosoph Davide Fersini Benoît, Hausherr Peter Kálmán Alcindoro, Staatsrat Paul Schweinester Parpignol Steven Forster Parpignol (Artist) |
| Carmen, 14. bis 25. August 2012, Großes Festspielhaus – Koproduktion mit den Salzburger Osterfestspielen und dem Teatro Real, Madrid                                                                                      | | | |
| Wiener Philharmoniker Wiener Staatsopernchor Ernst Raffelsberger Choreinstudierung Salzburger Festspiele und Theater Kinderchor Wolfgang Götz Choreinstudierung Sir Simon Rattle                                          | Aletta Collins Regie und Choreographie Miriam Buether, Gabrielle Dalton Andreas Fuchs Peter Blaha Dramaturgie                                                                                        | Magdalena Kožená Carmen Genia Kühmeier Micaëla Christina Landshamer Frasquita Rachel Frenkel Mercédès Barbara Spitz Lillas Pastia | Jonas Kaufmann Don José Kostas Smoriginas Escamillo Christian van Horn Zuniga Andrè Schuen Moralès Simone Del Savio Le Dancaïre Jean-Paul Fouchécourt Le Remendado |
| Giulio Cesare in Egitto, 23. bis 31. August 2012, Haus für Mozart – Übernahme der Pfingstfestspiele | | | |
| Il Giardino Armonico Giovanni Antonini | Moshe Leiser, Patrice Caurier Christian Fenouillat, Agostino Cavalca Christophe Forey Konrad Kuhn Dramaturgie Beate Vollack Choreographie                                                            | Cecilia Bartoli Cleopatra Anne Sofie von Otter Cornelia | Andreas Scholl Giulio Cesare Philippe Jaroussky Sesto Christophe Dumaux Tolomeo Jochen Kowalski Nirena Ruben Drole Achilla Peter Kálmán Curio |

## Oper 2013
| Gawein von David Harsent und Harrison Birtwistle, 26. Juli bis 15. August 2013, Felsenreitschule                                | | | |
| ORF Radio-Symphonieorchester Wien Salzburger Bachchor Alois Glaßner Choreinstudierung Ingo Metzmacher                           | Alvis Hermanis , Eva Dessecker Gleb Filshtinsky RaketaMedia Videodesign Ronny Dietrich Dramaturgie                 | Laura Aikin Morgan le Fay Jennifer Johnston Lady de Hautdesert Gun-Brit Barkmin Guinevere                                             | Christopher Maltman Gawain John Tomlinson The Green Knight/Bertilak de Hautdesert Jeffrey Lloyd-Roberts King Arthur Andrew Watts Bishop Baldwin Brian Galliford A Fool Ivan Ludlow Agravain Alexander Sprague Ywain |
| Lucio Silla, 27. Juli bis 4. August 2013, Haus für Mozart – Übernahme von der Mozartwoche                                       | | | |
| Les Musiciens du Louvre Francesco Corti Continuo Cembalo Salzburger Bachchor Alois Glaßner Choreinstudierung Marc Minkowski     | Marshall Pynkoski Antoine Fontaine Hervé Gary Jeannette Zingg Choreografie                                         | Olga Peretyatko Giunia Marianne Crebassa Cecilio Inga Kalna Lucio Cinna Eva Liebau Celia                                              | Rolando Villazón Lucio Silla |
| Falstaff, 31. Juli bis 7. August 2013, Haus für Mozart                                                                          | | | |
| Wiener Philharmoniker Philharmonia Chor Wien Walter Zeh Choreinstudierung Zubin Mehta                                           | Damiano Michieletto Paolo Fantin, Carla Teti Alessandro Carletti rocafilm Videodesign Christian Arseni Dramaturgie | Fiorenza Cedolins Mrs. Alice Ford Eleonora Buratto Nannetta Elisabeth Kulman Mrs. Quickly Stephanie Houtzeel Mrs. Meg Page            | Ambrogio Maestri Sir John Falstaff Massimo Cavalletti Ford Javier Camarena Fenton Luca Casalin Dott. Cajus Gianluca Sorrentino Bardolfo Davide Fersini Pistola |
| Die Meistersinger von Nürnberg, 2. bis 27. August 2013, Großes Festspielhaus – Koproduktion mit der Opéra National de Paris     | | | |
| Wiener Philharmoniker Wiener Staatsopernchor Ernst Raffelsberger Choreinstudierung Daniele Gatti                                | Stefan Herheim Heike Scheele, Gesine Völlm Olaf Freese Alexander Meier-Dörzenbach Dramaturgie                      | Anna Gabler Eva Monika Bohinec Magdalene                                                                                              | Michael Volle Hans Sachs Roberto Saccà Walther von Stolzing Georg Zeppenfeld Veit Pogner Markus Werba Sixtus Beckmesser Peter Sonn David Thomas Ebenstein Kunz Vogelsang Guido Jentjens Konrad Nachtigall Oliver Zwarg Fritz Kothner Benedikt Kobel Balthasar Zorn Franz Supper Ulrich Eißlinger Thorsten Scharnke Augustin Moser Karl Huml Hermann Ortel Dirk Aleschus Hans Schwarz Roman Astakhov Hans Foltz Tobias Kehrer Ein Nachtwächter |
| Don Carlos, 16. bis 28. August 2013, Großes Festspielhaus                                                                       | | | |
| Wiener Philharmoniker Wiener Staatsopernchor Jörn Hinnerk Andresen Choreinstudierung Antonio Pappano                            | Peter Stein Ferdinand Wögerbauer, Annamaria Heinreich Joachim Barth Lia Tsolaki Choreographie                      | Anja Harteros Elisabetta di Valois Ekaterina Semenchuk Principessa Eboli Maria Celeng Tebaldo Sen Guo, Kiandra Howarth Voce dal cielo | Matti Salminen Filippo II. Jonas Kaufmann Don Carlo Thomas Hampson Marchese di Posa Eric Halfvarson Il Grande Inquisitore Robert Lloyd Un frate Benjamin Bernheim/Martin Piskorski Conte di Lerma/Araldo Antonio Di Matteo, Peter Kellner, Domen Križaj, Roberto Lorenzi, Iurii Samoilov, Christoph Seidl Deputati fiamminghi |
| Così fan tutte, 17. bis 30. August 2013, Haus für Mozart                                                                        | | | |
| Wiener Philharmoniker Wiener Staatsopernchor Ernst Raffelsberger Choreinstudierung Christoph Eschenbach                         | Sven-Eric Bechtolf Rolf Glittenberg, Marianne Glittenberg Jürgen Hoffmann Ronny Dietrich Dramaturgie               | Malin Hartelius Fiordiligi Marie-Claude Chappuis Dorabella Martina Janková Despina                                                    | Martin Mitterrutzner Ferrando Luca Pisaroni Guglielmo Gerald Finley Don Alfonso |
| Norma, 17. bis 30. August 2013, Haus für Mozart                                                                                 | | | |
| Orchestra La Scintilla Coro della Radiotelevisione Svizzera Diego Fasolis, Gianluca Capuano Choreinstudierung Giovanni Antonini | Moshe Leiser, Patrice Caurier Christian Fenouillat, Agostino Cavalca Christophe Forey Konrad Kuhn Choreographie    | Cecilia Bartoli Norma Rebeca Olvera Adalgisa Liliana Nikiteanu Clotilde                                                               | John Osborne Pollione Michele Pertusi Oroveso Reinaldo Macias Flavio |

## Oper 2014
| Don Giovanni, 27. Juli bis 18. August 2014, Haus für Mozart | | | |
| Wiener Philharmoniker Philharmonia Chor Wien Walter Zeh Choreinstudierung Christoph Eschenbach                                                                                          | Sven-Eric Bechtolf Rolf Glittenberg, Marianne Glittenberg Friedrich Rom Ronny Dietrich Dramaturgie                                          | Lenneke Ruiten Donna Anna Anett Fritsch Donna Elvira Valentina Naforniță Zerlina | Ildebrando D’Arcangelo Don Giovanni Luca Pisaroni Leporello Tomasz Konieczny Il Commendatore Andrew Staples Don Ottavio Alessio Arduini Masetto |
| Charlotte Salomon von Marc-André Dalbavie, 28. Juli bis 14. August 2014, Felsenreitschule (Uraufführung, In Memoriam Gerard Mortier)                                                    | | | |
| Mozarteumorchester Marc-André Dalbavie | Luc Bondy Johannes Schütz, Moidele Bickel Bertrand Couderc Marie-Louise Bischofberger Choreographie, Regiemitarbeit Konrad Kuhn Dramaturgie | Johanna Wokalek Charlotte Salomon Marianne Crebassa Charlotte Kann Géraldine Chauvet Franziska Kann/Frau Anaïk Morel Paulinka Bimbam Cornelia Kallisch Frau Knarre Annika Schlicht Eine Kunststudentin aus Tirol | Jean-Sébastien Bou Doktor Kann Frédéric Antoun Amadeus Daberlohn Vincent Le Texier Herr Knarre/Lageroberst Michal Partyka Prof. Klingklang/Kunststudent/Dritter Nazi/Polizist Éric Huchet Papst/Propagandaminister/Kunstprofessor/Erster Nazi/Mann/Zweiter Emigrant Wolfgang Resch Zweiter Nazi                                |
| Der Rosenkavalier, 1. bis 23. August 2014, Großes Festspielhaus | | | |
| Wiener Philharmoniker Wiener Staatsopernchor Ernst Raffelsberger Choreinstudierung Salzburger Festspiele und Theater Kinderchor Wolfgang Götz Kinderchoreinstudierung Franz Welser-Möst | Harry Kupfer Hans Schavernoch, Yan Tax Jürgen Hoffmann Thomas Reimer Videodesign                                                            | Krassimira Stoyanova Feldmarschallin Sophie Koch Octavian Mojca Erdmann Sophie Silvana Dussmann Leitmetzerin Wiebke Lehmkuhl Annina Andreja Zidaric, Phoene Haines, Idunnu Münch Waisen Alexandra Flood Modistin | Günther Groissböck Ochs auf Lerchenau Adrian Eröd Faninal Rudolf Schasching Valzacchi Ștefan Pop Sänger Tobias Kehrer Polizeikommissar Martin Piskorski Haushofmeister bei Faninal Franz Supper Haushofmeister der Marschallin Dirk Aleschus Notar Roman Sadnik Wirt Franz Gürtelschmied Tierhändler Rupert Grössinger Leopold |
| Il trovatore, 9. bis 24. August 2014, Großes Festspielhaus | | | |
| Wiener Philharmoniker Wiener Staatsopernchor Ernst Raffelsberger Choreinstudierung Daniele Gatti                                                                                        | Alvis Hermanis , Eva Dessecker Gleb Filshtinsky Ineta Sipunova Videodesign Ronny Dietrich Dramaturgie                                       | Anna Netrebko Leonora Marie-Nicole Lemieux Azucena Diana Haller Ines | Francesco Meli Manrico Plácido Domingo / Artur Ruciński Conte di Luna Riccardo Zanellato Ferrando Gerard Schneider Ruiz Miloš Bulajić Messo Raimundas Juzuitis Zingaro |
| Fierrabras, 13. bis 27. August 2014, Haus für Mozart | | | |
| Wiener Philharmoniker Wiener Staatsopernchor Ernst Raffelsberger Choreinstudierung Ingo Metzmacher                                                                                      | Peter Stein Ferdinand Wögerbauer, Annamaria Heinreich Joachim Barth                                                                         | Julia Kleiter Emma Dorothea Röschmann Florinda Marie-Claude Chappuis Maragonde | Michael Schade Fierrabras Georg Zeppenfeld König Karl Markus Werba Roland Benjamin Bernheim Eginhard Peter Kálmán Boland Manuel Walser Brutamonte |
| La Cenerentola, 21. bis 31. August 2014, Haus für Mozart - Übernahme von den Pfingstfestspielen                                                                                         | | | |
| Ensemble Matheus Wiener Staatsopernchor Huw Rhys James Choreinstudierung Jean-Christophe Spinosi                                                                                        | Damiano Michieletto Paolo Fantin, Agostino Cavalca Alessandro Carletti rocafilm Videodesign Christian Arseni Dramaturgie                    | Cecilia Bartoli Angelina Lynette Tapia Clorinda Hilary Summers Tisbe | Javier Camarena Don Ramiro Enzo Capuano Don Magnifico Nicola Alaimo Dandini Ugo Guagliardo Alidoro |